# Atoposàurids
Els atoposàurids (Atoposauridae) constitueixen una família d'arcosaures similars als cocodrils. S'han trobat restes fòssils dels membres d'aquesta família a França, Espanya, Portugal, Alemanya, Regne Unit, Estats Units i Tailàndia.

## Classificació

### Filogènia
Cladograma modificat de Buscalioni i Sanz (1988) i Buscalioni and Sanz (1990):
|  | Alligatorium   |
|  |                |
|  | Alligatorellus |
|  |                |
|  | Atoposaurus    |
|  |                |

|  | Montsecosuchus |
|  |                |
|  | Theriosuchus   |
|  |                |

|  | Alligatorium   |
|  |                |
|  | Alligatorellus |
|  |                |
|  | Atoposaurus    |
|  |                |

|  | Montsecosuchus |
|  |                |
|  | Theriosuchus   |
|  |                |